# 원저우 세계무역센터
원저우 세계무역센터(중국어:温州世贸中心大厦)는 중화인민공화국 저장성 원저우 시에 위치한 마천루이다.